# Chris-Ebou Ndow
Chris-Ebou Ndow, né le 10 décembre 1993 à Stavanger, en Norvège, est un joueur norvégien de basket-ball, évoluant au poste d'ailier.

## Palmarès
- Champion de Norvège 2012, 2019
- Champion NCAA de Division II 2017
- Supercoupe des Pays-Bas 2022